# Эрд (Гомельская область)
Эрд (бел. Эрд) — посёлок в Щедринском сельсовете Жлобинского района Гомельской области Белоруссии.

## География
В 46 км на запад от Жлобина, 16 км от железнодорожной станции Красный Берег (на линии Жлобин — Бобруйск), 129 км от Гомеля.
На западе Щедринский канал, на востоке гидрологический заказник «Дубовка».

## История
Обнаруженные археологами курганный могильник (116 насыпей в 250 м на запад от посёлка), курганный могильник с местным названием «наполеоновские бурты» (27 насыпей в 1,5-2 км на северо-восток от посёлка), курганный могильник (55 насыпей, в 1,5 км на юго-восток от посёлка) свидетельствуют о заселении этих мест с давних времён.
Начало современному поселку положила усадьба, основанная в середине XIX века. От неё сохранились липовые аллеи и остатки заброшенного сада. В начале 1920-х годов сюда переселилась часть жителей из соседних деревень. В 1931 году жители вступили в колхоз. Согласно переписи 1959 года в составе колхоза имени К. Я. Ворошилова (центр — деревня Щедрин).

## Население

### Численность
- 2004 год — 3 хозяйства, 4 жителя.
- 2009 год — 2 жителя.

### Динамика
- 1959 год — 52 жителя (согласно переписи).
- 2004 год — 3 хозяйства, 4 жителя.
- 2009 год — 2 жителя.

## Транспортная сеть
Транспортные связи по просёлочной, а затем автомобильной дороге Бобруйск — Гомель. Строения деревянные, усадебного типа.